# Thomas Thomson
Thomas Thomson (10 de nvoembro de 1768 – 2 de outubro de 1852) foi um advogado, antiquário e arquivista escocês que serviu como Principal Escrivão de Sessão (1828-1852) e como secretário da seção literária da Sociedade Real de Edimburgo (1812-20).
Destacou-se por reformar o sistema de registros públicos e o método de custódia de registros na Escócia, além de editar os atos do parlamento escocês e outros registros governamentais sob a autoridade da Comissão de Registro. Também foi eleito membro da Sociedade Real de Edimburgo em 1807 e presidente do Clube Bannatyne [en] em 1832. Casou-se com Anne Reed em 1836 e morreu em Shrub Hill House, Leith Walk, Edimburgo, em 1852. Foi enterrado no cemitério de Dean na seção conhecida como "Lord's Row".

## Obras
Escreveu vários trabalhos sobre antiguidades legais e históricas, como A Continuation of the Retours of Service to the Chancery Office from the Union, A.D. 1707 e An Abbreviate or Digest of the Registers of Sasines, General and Particular, arranged in Counties with relative Indexes, from the 1st of January 1781.